# Прва лига Кипра у фудбалу
Прва лига Кипра у фудбалу (грч. Πρωτάθλημα Α' Κατηγορίας, тур. Kıbrıs Birinci Ligi) је највиша фудбалска лига на Кипру. 

## Формат такмичења
На почетку, у фудбалској лиги се налази 14 фудбалских клубова. Сваки клуб у лиги игра са другим клубом по два пута, једном код куће и једном у гостима. Дакле, један клуб одигра 26 утакмица у једној сезони. Од 2007/08. сезоне уведен је и други део такмичења у којем учествује првих 12 тимова из регуларног дела сезоне. Последња два тима испадају из Прве лиге и иду у Другу лигу. Првих 12 клубова се дијели у 3 групе, свака група има по 4 тима. Правила су иста као и код других лига. Један тим када добије утакмицу добија три бода, за неријешену оба тима добију по 1, а за изгубљену не добија бодове. Ако два тима имају исти број бодова, као на примјер 12. у лиги и 13. у лиги гледа се гол разлика, ако је и она иста, број датих голова. Прије сезоне 2005/06., гол-разлика се није гледала, него су се играли плеј-оф мечеви. Тим који освоји Куп Кипра иде у треће коло кв. Лиге Европе, а ако се освајач обезбеди место у европским такмичењима преко лигашке позиције, онда четвртопласирани тим обезбеђује учешће у Лиги Европе од другог кола квалификација. Другопласирани и трећепласирани у овој лиги иду у друго коло кв. Лиге Европе. Док првак обезбеђује учешће у другом колу квалификација за Лигу шампиона. Ова лига броји 14 клубова од сезоне 1989/90., осим у сезони 1994/95. кад је лига привремено смањена на 13 клубова.

## Клубови у сезони 2015/16.
| Клуб                  | Место      |
| --------------------- | ---------- |
| АЕК Ларнака           | Ларнака    |
| АЕЛ Лимасол           | Лимасол    |
| Анортозис             | Ларнака    |
| АПОЕЛ                 | Никозија   |
| Аполон                | Лимасол    |
| Арис                  | Лимасол    |
| Аја Напа              | Аја Напа   |
| Докса                 | Катокопија |
| Еносис Неон Паралмини | Парлимни   |
| Ермис                 | Ларнака    |
| Eтникос Акна          | Aкна       |
| Неа Саламина          | Ларнака    |
| Oмонија               | Никозија   |
| Пафос                 | Пафос      |